# روبن أدير مغير
روبن أدير مغير (من مواليد 17 يونيو 1967 في أنتيجونيش، نوفا سكوتيا ) هي رياضية كندية متقاعدة نافست في سباقات المسافات المتوسطة والمسافات الطويلة .  وقد مثلت بلادها في الألعاب الأولمبية الصيفية في عامي 1992 و1996 ، بالإضافة إلى ثلاث بطولات عالمية. بالإضافة إلى ذلك، فازت بالميدالية الفضية في دورة ألعاب الكومنولث عام 1994 .

## روابط خارجية
- روبن أدير مغير على موقع الاتحاد الدولي لألعاب القوى (الإنجليزية)
- روبن أدير مغير على موقع أوليمبيديا (الإنجليزية)
- روبن أدير مغير على موقع اللجنة الأولمبية الكندية (الإنجليزية)